# Fermana FC
Fermana FC (wł. Fermana Football Club S.r.l.) – włoski klub piłkarski, mający siedzibę w mieście Fermo, w środkowej części kraju, grający od sezonu 2024/25 w rozgrywkach Serie D.

## Historia
Chronologia nazw:
- 1920: Società Sportiva La Fermo
- 1923: Fermo Football Club
- 1924: Unione Sportiva Fermana – po fuzji klubów SS La Fermo i Fermo FC
- 1933: Polisportiva Fermana
- 1936: klub rozwiązano
- 1937: Gioventù Italiana del Littorio Fermo
- 1939: Unione Sportiva Fermana
- 1946: Associazione Calcio Fermana
- 1948: Unione Sportiva Fermana
- 1984: Fermana Calcio
- 1988: Unione Sportiva Fermana
- 1994: Fermana Calcio S.p.A.
- 2005: Fermana Calcio S.r.l.
- 2006: klub rozwiązano
- 2006: Unione Sportiva Fermana Società Sportiva Dilettantistica S.r.l.
- 2013: klub rozwiązano
- 2013: Società Dilettantistica Montegranaro Calcio Fermana Football Club S.r.l. – po fuzji klubów A.C.F. Fermo i Montegranaro Calcio Provincia Fermana
- 2017: Montegranaro Calcio Fermana Football Club S.r.l.
- 2018: Fermana Football Club S.r.l.

Klub sportowy SS La Fermo został założony w miejscowości Fermo w 1920 roku. Początkowo zespół występował w lokalnych turniejach towarzyskich. W 1923 roku, po walnym zebraniu członków klubu, doszło do rozłamu, wskutek czego powstał Fermo FC. W następnym 1924 roku oba kluby połączyły się w US Fermana. W latach 1925–1930 drużyna rozgrywała tylko mecze towarzyskie, a następnie w 1930 roku klub dołączył do FIGC i w sezonie 1930/31 debiutował w Seconda Divisione Marche-Umbria-Abruzzo (D4). W sezonie 1931/32 z powodu zaległości finansowych klub po 16 kolejce został wykluczony z Seconda Divisione Marche, ale wkrótce odrodził się pod nową nazwą Polisportiva Fermana i kontynuował grę w Seconda Divisione Marche, awansując do Prima Divisione. W sezonie 1935/36 jako trzeci poziom została wprowadzona Serie C, a klub został zakwalifikowany do niej. Sezon 1935/36 zespół zakończył na 14.pozycji w grupie D Serie C i został zdegradowany do Prima Divisione, ale z powodu problemów finansowych klub został rozwiązany.
W 1937 klub został odrodzony jako GIL Fermo i w sezonie 1937/38 startował w Seconda Divisione Marche. W 1939 klub został promowany do Prima Divisione, po czym wrócił do nazwy US Fermana. Po mistrzostwach 1939/40 klub zawiesił swoją działalność.
Po zakończeniu II wojny światowej, klub wznowił działalność w 1946 roku jako AC Fermana i został zakwalifikowany do Serie C. W 1948 roku w wyniku reorganizacji systemu lig został zdegradowany do Promozione Centro, po czym wrócił znów do nazwy US Fermana. W 1950 wrócił do Serie C. W 1952 po kolejnej reorganizacji systemu lig klub spadł do IV Serie, a w 1955 do Promozione Marche. W 1957 liga zmieniła nazwę na Campionato Dilettanti Marche, a w 1959 klub otrzymał promocję do Serie D. Przed rozpoczęciem sezonu 1978/79 Serie C została podzielona na dwie dywizje: Serie C1 i Serie C2, wskutek czego poziom Serie D został zdegradowany do piątego stopnia. W 1981 Serie D przyjęła nazwę Campionato Interregionale. W 1984 klub awansował do Serie C2, po czym zmienił nazwę na Fermana Calcio. Po roku spadł z powrotem do Campionato Interregionale. Pod koniec sezonu 1988 klub został wykluczony z następnych mistrzostw z powodu niewypłacalności finansowych, startując w sezonie 1988/89 ponownie z historyczną nazwą US Fermana w rozgrywkach Promozione Marche (D6). W 1989 roku awansował do Campionato Interregionale, które w 1992 zmieniło nazwę na Campionato Nazionale Dilettanti. W 1994 zespół wrócił do Serie C2, zmieniając swoją nazwę na Fermana Calcio S.p.A. W 1996 został promowany do Serie C1, a w 1999 do Serie B. W sezonie 1999/2000 zajął 20.miejsce w Serie B i spadł z powrotem do Serie C1. W 2005 klub przyjął nazwę Fermana Calcio S.r.l. W sezonie 2005/06 zajął 18.miejsce w grupie A Serie C1 i został zdegradowany do Serie C2, ale potem klub nie został dopuszczony do następnych mistrzostw i postawiony w stan likwidacji.
24 lipca 2006 roku klub został reaktywowany jako US Fermana SSD i rozpoczął występy od najniższej ligi - Prima Categoria Marche (D8). W 2007 roku klub awansował do Promozione Marche, w 2009 roku awansował do Eccellenza Marche. Po zakończeniu sezonu 2012/13 klub zdobył awans do Serie D, ale z powodu problemów finansowych nie został dopuszczony do następnych mistrzostw.
Latem 2013 w wyniku fuzji klubów ACF Fermo i Montegranaro Calcio Provincia Fermana powstał nowy klub o nazwie SD Montegranaro Calcio Fermana FC, który uzyskał od FIGC przeniesienie tytułu sportowego i zawodników ze zlikwidowanego związku. Zespół w 2013/14 startował w Serie D. Przed rozpoczęciem sezonu 2014/15 wprowadzono reformę systemy lig, wskutek czego Serie D awansowała na czwarty poziom. W sezonie 2016/17 zwyciężył w grupie F Serie D i zdobył awans do Serie C. W 2017 klub zmienił nazwę na Montegranaro Calcio Fermana FC, a w 2018 na Fermana FC.

## Barwy klubowe, strój
|  |  |

Klub ma barwy żółto-niebieskie. Zawodnicy domowe spotkania zazwyczaj grają w żółtych koszulkach, niebieskich spodenkach oraz żółtych getrach.

## Sukcesy

### Trofea międzynarodowe
Nie uczestniczył w rozgrywkach europejskich (stan na 31-05-2020).

### Trofea krajowe
| \| \| Zdobyte trofea w rozgrywkach Włoch (stan na: 31-08-2020) \| |                                                          |      |                  |
| Rozgrywki                                                         | Osiągnięcie                                              | Razy | Sezon(y)         |
| · Mistrzostwo                                                     | I miejsce                                                | 0    |                  |
| · Mistrzostwo                                                     | II miejsce                                               | 0    |                  |
| · Mistrzostwo                                                     | III miejsce                                              | 0    |                  |
| · Puchar                                                          | zdobywca                                                 | 0    |                  |
| · Puchar                                                          | finalista                                                | 0    |                  |
| · Puchar                                                          | 1/128 finału                                             | 2    | 1935/36, 2016/17 |
| II liga                                                           | I miejsce                                                | 0    |                  |
| II liga                                                           | II miejsce                                               | 0    |                  |
| II liga                                                           | III miejsce                                              | 0    |                  |
| II liga                                                           | 20.miejsce                                               | 1    | 1999/2000        |
| Włochy                                                            | Zdobyte trofea w rozgrywkach Włoch (stan na: 31-08-2020) |      |                  |

- Serie C1 (D3):
  - mistrz (1x): 1998/99 (B)

## Piłkarze, trenerzy, prezydenci i właściciele klubu

### Prezydenci
- 1920–1923:  Uriele Vitali Rosati

...
- od 2016:  Umberto Simoni

## Struktura klubu

### Stadion
Klub piłkarski rozgrywa swoje mecze domowe na Stadio Bruno Recchioni w mieście Fermo o pojemności 8 920 widzów.

### Derby
- Ascoli Calcio 1898 FC
- SS Sambenedettese
- Vis Pesaro dal 1898
- SS Maceratese 1922
- Civitanovese Calcio
- US Tolentino 1919
- Alma Juventus Fano 1906
- Chieti FC 1922
- Real Giulianova
- Teramo Calcio
- L’Aquila 1927
- Ternana Calcio
- Foligno Calcio